# بلو هانت
بلو هانت (به انگلیسی: Blu Hunt) (زادهٔ ۱۱ ژوئیه ۱۹۹۵)، هنرپیشه آمریکایی است. او بیشتر برای ایفای نقش شخصیت اینادو / هالو در مجموعهٔ تلویزیونی فراطبیعی شبکه سی‌دابلیو تحت عنوان اصیل‌ها (۲۰۱۷)، و همچنین آگوست کاتانی در مجموعه تلویزیونی درام علمی–تخیلی حیات دیگر (۲۰۱۹) شناخته شده‌است. نخستین تجربه سینمایی وی در نقش شخصیت دانیل مونستار / میراژ و در فیلم ابرقهرمانی جهش‌یافته‌های جدید (۲۰۲۰) است، که به عنوان بخشی از مجموعه فیلم‌های مردان ایکس به‌شمار می‌رود.
هانت در ساکرامنتو، کالیفرنیا زاده شده‌است. او از سرخ‌پوستان آمریکایی و از نوادگان قبیلهٔ لاکوتا است.